# Otona ROSY
『otona ROSY』（オトナロージー）は、宝島社発行の女性向け季刊美容専門雑誌。年4回、3月、6月、9月、12月の22日発売。

## 概要
40歳前後の女性を主なターゲットとした宝島社のビューティ誌。
2016年9月22日、表紙に井川遥を起用し季刊ムック「&ROSY（アンドロージー）」として誕生。「一、肌　ニ、髪　三、気品」をキーワードに、「大人のための品格美容」を提案し、1号目は2週間で10万部を完売。“自然体かつ年齢と向き合いながら、ファッションを楽しむように美容を楽しむ”といった、既存の40代美容誌にはなかった、スキンケアやメイクだけでなく、体の中からキレイになることを提案した雑誌。
同年12月22日2号目を発売、2017年3月23日月刊創刊。仕事や家庭に忙しく、使える時間も限られている30代・40代に向けて、編集部や美容のプロが本当にお薦めできるアイテムだけを厳選して紹介。アルマーニビュティのルージュ、フーミ―のアイライナー、ジョンマスターオーガニックの電動ブラシ、アルティザン＆アーティストのポーチなどの付録も話題に。
2025年spring号（同年3月22日発売）より、誌名をotona ROSY（オトナロージー）に変更し、3月、6月、9月、12月の年4回の発行の季刊に。毎月22日発売。美容をもっとアカデミックに知りたいオトナのための美容専門誌として、年齢に抗うのではなく、スマートに楽しく、今ある自分のキレイを最大限に引き出す美容法を様々な角度から紹介される雑誌。

## カバーモデル（otona ROSY）
- 神崎恵

## カバーモデル（&ROSY）
- 井川遥
- 篠原涼子
- 長谷川京子
- 菅野美穂
- 上戸彩
- 松本まりか
- 長澤まさみ
- 水川あさみ
- 安達祐実
- 吉高由里子
- 中村アン
- 大島優子
- 梨花
- MEGUMI
- ヨンア
- 神崎恵
- SHIHO
- 蛯原友里
- 滝沢眞規子

## イベント

### オトナの美容祭2023
六本木ヒルズ大屋根プラザにて2023年9月9日に開催。出演は梨花、神崎恵、MEGUMI、ゆりやんレトリィバァ。

### オトナの美容祭2024
六本木ヒルズ大屋根プラザにて2024年10月26日に開催。出演は梨花、ヨンア、神崎恵、小嶋陽菜、小田切ヒロ、中西瞬＆中井大、丸山敬太、オズワルド伊藤。